# 翟晓川
翟晓川（1993年3月24日—），中国篮球运动员，司职小前锋，目前效力于北京首钢篮球俱乐部。2008年12月进入北京青年队，当时是一名大前锋，后来因身高未能继续增长而转打小前锋。2011-12年中国男子篮球职业联赛是他的职业生涯处子赛季，他表现出色，最终帮助北京队夺得队史第一个总冠军。2012年3月首次入选中国男篮集训队，后成为中国男篮常备队员。